# Shahadi Wright Joseph
Shahadi Wright Joseph é uma atriz, cantora e dançarina norte-americana.

É conhecida por seus ótimos desempenhos em papéis como,  no filme de terror Nós de Jordan Peele ao lado da atriz Lupita Nyong'o e por ser a voz da leoa Nala quando filhote no remake de Rei Leão. 

## Filmografia
| Ano  | Título          | Função               | Notas |
| ---- | --------------- | -------------------- | ----- |
| 2016 | Hairspray Live! | Inez Stubbs          |       |
| 2019 | Nós             | Zora Wilson / Umbrae |       |
| 2019 | O Rei Leão      | Nala (filhote)       | Voz   |